# 中非天主教大学
中非天主教大学（法語：Université catholique d'Afrique centrale），是一所位于喀麦隆首都雅温得的一所天主教大学。

## 概况
继1989年圣座与喀麦隆政府签订协议建立雅温得天主教学院（法語：Institut catholique de Yaoundé，简称ICY）后，中非主教团会议决定建立中非天主教大学（UCAC）。该校亦为法语圈大学联盟（Agence universitaire de la Francophonie）成员。
中非天主教大学致力于为非洲中部国家（喀麦隆、中非共和国、加蓬、刚果、赤道几内亚）以及全非其他国家培养适应非洲企业实际需要的人才，同时也为改善地区贫困、致力于非洲发展的人才。

## 组织机构
目前，该大学由如下机构组成：
- 雅温得天主教学院
  - 管理与社会学院
  - 神学院
  - 哲学院
  - 教会法系
- 高等农艺学院（在建，位于中非共和国首都班基）
- 高等卫生学学院（2007年前为雅温得护理技术学院）[4]
- 天主教工艺与职业学院（L'Institut Ucac-Icam，前身为IST-AC，校区位于刚果共和国黑角和喀麦隆杜阿拉）[5]